# Alekszandr Mihajlovics Zajcev
Alekszandr Mihajlovics Zajcev (oroszul: Алекса́ндр Миха́йлович За́йцев; Kazany, 1841. július 2. – Kazany, 1910. szeptember 1.) orosz vegyész. Szerves vegyületeken dolgozott, és javasolta Zajcev-szabályt, amely megjósolja az eliminációs reakció termékösszetételét.
Zajcev már korán elkezdett dolgozni Alekszandr Butlerovval, aki egyértelműen kitűnő laboratóriumi vegyészt látott benne, és akinek későbbi cselekedetei azt mutatták, hogy úgy érzi, Zajcev az orosz szerves kémia javára. Apja halálakor Zajcev 1862-ben megszerezte a diplomáját, és azonnal Nyugat-Európába ment, hogy továbbtanuljon kémiai tanulmányaihoz, ahol Hermann Kolbénál tanult a Marburgi Egyetemen és Charles Adolphe Wurtznál Párizsban. Ez egyenesen ellentmondott a korabeli elfogadott normáknak, amelyek szerint a hallgató megszerezte a kandidat fokozatot (ma nagyjából megegyezik a filozófia doktori fokozatával, de aztán közelebb áll a brit egyetemeken a B.Sc. (Hons.) diploma disszertációjához ), majd két-három évet külföldön tanul (egy komandirovka), majd visszatér Oroszországba, mint fizetett laboratóriumi asszisztens doktori képzésre.
Kolbével 1862 és 1864 között végzett tanulmányai során Zajcev szulfoxidokat és trialkilszulfónium sókat fedezett fel. 1864-ben Párizsba költözött, ahol egy évig Wurtz laboratóriumában dolgozott, majd 1865-ben visszatért Marburgba. Ekkor Kolbe elfogadta a lipcsei hívást, Zajcev pedig, akinek már nincs pénze, visszatért Oroszországba. Visszatérése után Zajcev ismét csatlakozott Butlerovhoz, mint fizetés nélküli asszisztens. Ez idő alatt sikeres kandidátusi disszertációt írt.
1885 óta a szentpétervári Orosz Tudományos Akadémia levelező tagja volt.